# Sogndals kommun, Rogaland
Sogndals kommun (norska: Sogndal kommune) var en kommun (stadskommun, norska: bykommune) i Rogaland fylke i sydvästra Norge. Kommunen omfattade staden Sogndalstrand som utgjorde centralort samt den närliggande orten Rekefjord.

## Administrativ historik
Sogndals kommun upprättades 1845 genom utbrytning ur Sokndals kommun. Kommunen hade 348 invånare vid upprättandet.
Den 1 juli 1944 gick kommunen åter upp i Sokndals kommun. Kommunens hade då 311 invånare.